# 液体塩こうじ
液体塩こうじ（えきたい しおこうじ）は、麹と塩、水を混ぜて発酵・熟成させた日本の伝統的な調味料「塩こうじ」の液体タイプで、ハナマルキが製造販売している。

## 概要

### 戦略的ヒット商品
- 2011年後半から始まった塩麹ブーム[1]をきっかけとし、4月16日に売り出された「塩こうじ」に続いて売り出された商品。一般的なペースト状の商品と異なり、市場では初めてとなる液体タイプである[2]。2012年10月に発売され、発売1ヶ月で40万本の売り上げを記録するヒット商品となった[2][3]。

- ハナマルキの花岡俊夫社長は液体塩こうじについて、「海外を含め、広く人気のある商品に育つ可能性を秘めています」と語っている[4]。ハナマルキは液体塩こうじを含む「塩こうじ」シリーズを味噌・即席味噌汁に次ぐ“第3の柱”とし、大利根工場（群馬県邑楽郡）の製造設備を増強し、積極的なプロモーションを行っている[5]。

- ハナマルキはレシピコミュニティーサイトのクックパッドに「液体塩こうじ」のレシピページを2013年7月に開設し、開設1年で累計アクセス数が100万PVに達した[6]。

- 液体塩こうじのプロモーション活動を積極的に行っており、マスメディア・ソーシャルメディア×リアルイベントのクロスメディア戦略で、新しい切り口のプロモーションを多彩に実施している[7]。

- 2017年6月からは、ＡＢＣクッキングスタジオとのコラボレーションで、液体塩こうじの料理教室「ハナマルキッチン」を実施。料理教室を通じた、液体塩こうじの浸透にも取り組んでいる[8]。

- 顧客ニーズに対応し、液体塩こうじの減塩タイプや除菌タイプを開発。飲食店や惣菜工場などへの取り組みも功を奏して、2015年には業務用液体塩こうじの売上が前年比150％を記録した[9]。
- 2022年8月に、米国のシェフに聞いた自社調査で「米国のシェフ72％が塩こうじを認知。82％が液体塩こうじを使ってみたいと回答した」と発表[10]

### 開発の経緯
- ハナマルキではペースト状の「塩こうじ」のヒットに伴い、第二弾商品の企画が検討されていた。従来のペースト状の商品には消費者から「こうじの粒や、発酵食品特有のにおいが苦手」という意見が出ており、開発者は塩こうじから粒をなくすことを考え始めた。最終的に、もろみを圧搾して醤油を作るのと同様に、塩麹も圧搾して液体にすれば良いという着想に至った[2]。

### 多層ラベルの導入
- ハナマルキは凸版印刷と「多層ラベル」による「ぺらっとめくると裏面にレシピ！」を企画開発し、2013年9月からの商品に適用した。二層のラベルのうち表のラベルをめくると、その裏面と内側のラベルにも情報が掲載されているというもので、凸版印刷が持つ技術を応用したものである。従来の約3倍の情報を掲載が可能になり、めくったラベルをミシン目から切り離してレシピを保存することもできる[11][12]。本ラベルが評価され、2014年の第53回ジャパンパッケージングコンペティションにおいて、経済産業省商務情報政策局長賞を受賞した[11][13]。

### 派生商品の展開
- 2015年3月よりから揚げ粉に液体塩こうじを組み合わせた商品を一般向けに発売し[14]、同年夏には加工食品メーカーへの展開を意図した除菌タイプの液体塩こうじを発売した[15]。なお、後者の製造に伴って、ハナマルキは工場に専用ラインを増設している[15]。

- 2016年6月には、従来の液体塩こうじを50%減塩した、減塩タイプの商品「やさしい液体塩こうじ」を業務用のみで発売[16]。

- 2021年10月、ハラル認証を取得した液体塩こうじの開発に成功したと発表。従来の液体塩こうじは発酵調整のためにアルコールが必要だったが、新製法ではこうじ菌と酵母菌を使って発酵させることでアルコールを不要にした[17]。
- 2023年5月、液体塩こうじの発売10周年を記念し、「二年熟成液体塩こうじ」を発売[18]

### 受賞
- 2014年2月、サンケイリビング社主催「第20回助かりました大賞」で入賞[19]。

- 2015年8月、日本食糧新聞「業務用加工食品ヒット賞」の和食部門でヒット賞を受賞[20]。また、同年8月、経済産業省「The Wonder 500 ™（ザ・ワンダー・ファイブハンドレッド）」にて、“世界にまだ知られていない、日本が誇るべき優れた地方産品”の１つに認定された[21]。

- 2019年6月、ユニークな商品開発やマーケティングを武器に急成長する商品にスポットをあてる「日経POSセレクション」に選出[22]。
- 2020年6月、「日経POSセレクション2020」のSelection賞を受賞。2019年に続き2年連続の受賞[23]。
- 2022年10月、「日経POSセレクション2022」のSelection賞を受賞。2年ぶり3度目の受賞[24]。

### 海外展開
- 2015年4月、鶏肉加工品の生産・輸出拠点になっているタイにおける「液体塩こうじ」の販売・流通の強化を目的として、ハナマルキタイランドを設立[25]。

- フランス人シェフなど海外有名シェフへのPRを進めており、ミシュラン1つ星を9年連続で獲得しているレストランの総料理長から、液体塩こうじのその風味と汎用性が高く評価され、[26]。イタリアの三ツ星レストランでは、液体塩こうじを使用したメニューが採用されている。[27]。

- 2017年9月、液体塩こうじ  GFCOのグルテンフリー認証を取得[28]。

- 2018年10月、液体塩こうじの製造工場をタイに建設することを発表。液体塩こうじの海外展開を本格的に始める[29]。

### 研究結果
- 2019年1月、液体塩こうじで運動選手の腸内環境に与える影響に関する研究を行った結果、免疫力の向上に貢献するとされる腸内細菌の増加を確認したと発表[30]

- 2022年8月、液体塩こうじがもつ酵素（プロテアーゼ）が、チーズ作りの際に牛乳を凝固させるレンネットと同様の働きを持つことを発表[31]
- 2023年5月、園田学園女子大学との共同研究で、液体塩こうじがマウスの内臓脂肪および腸内環境に与える影響についての研究を行った結果、高脂肪食マウスの脂肪蓄積抑制効果を示すことを確認したと発表[32]
- 2023年9月、日本酒メーカーの月桂冠総合研究所との共同研究で、液体塩こうじに含まれる麹菌デフェリフェリクリシンが畜肉や魚肉の不快な香りを低減させることを発見したと発表[33]

### 特許取得
- 2017年1月、液体塩こうじが国内特許を取得、[34]。2017年4月には米国、[35]2018年1月台湾、[36]2019年2月インドネシア、[37]2019年7月中国で特許を取得[38]

## プロモーション・コラボレーション
- 2013年9月 「ハナマルキ 塩こうじ パパッと簡単クッキング」
  - TBSラジオ『たまむすび』で毎週月曜日に放送されているコーナー。「塩こうじ」「液体塩こうじ」を使ったレシピを料理研究家の浜内千波が紹介している[39]。

- 2014年10月 液体塩こうじレシピコンテスト[40]。

- 2015年4月 東京・代々木公園にて試食イベント[41]。

- 2015年4月 米国のCIA（カリナリー・インスティテュート・オブ・アメリカ）主催の国際料理会議「ワールド・オブ・フレーバー」に出席し、トップシェフやレストランオーナーに液体塩こうじをプレゼンテーション[42]。

- 2015年8月 東京メトロ駅構内「ジュースの森にて、液体塩こうじを使用したジュースを発売[43]。

- 2015年11月 前園真聖・平野孝・福西崇史・清水範久による親子サッカー教室＆液体塩こうじ試食会[44]。

- 2016年2月 液体塩こうじを使用したビーガンスープ、サンシャインジュースと共同開発で販売[45]。

- 2017年6月 液体塩こうじの料理教室「ハナマルキッチン」スタート[46]。

- 2018年3月 AuB株式会社、慶應義塾大学SFC研究所と共同で、液体塩こうじの腸内環境への効果およびスポーツパフォーマンスへの効果を研究する『液体塩こうじ・アスリート腸内環境向上プロジェクト』を発足[47]。2019年1月にその研究結果を発表、免疫力の向上に貢献するとされる腸内細菌の増加を確認した[48]。

- 2019年4月 ベーカリー&レストラン沢村とのコラボレーションで、液体塩こうじを使用した食パンを発売[49]。

- 2019年6月 化粧品メーカーのコスメテックスローランドと共同で液体塩こうじを使用した「塩こうじフェイスパック」を発売[50]。

- 2019年8月 弁当製造の大船軒とのコラボレーションで液体塩こうじを使用した駅弁を東京駅で発売[51]。
- 2020年6月 液体塩こうじが「日経POSセレクション2020」のSelection賞を2年連続で受賞[52]

- 2020年6月 ハナマルキ公式YouTubeチャンネル「ハナマルキTV」にて、液体塩こうじを使用した多彩なレシピを紹介していく「液体塩こうじでおうちごはん」の放映をスタート。ハナマルキの社員である松田有加と秋山隆作が出演してメニューを紹介していくが、海外の三ツ星シェフのル・スケール、エンリコ・チェレアや服部栄養専門学校講師、「味の外交官」工藤英良とのコラボレーション動画もある[53]。
- 2020年9月 液体塩こうじを新しいボトルへりニューアル。握りやすいくびれ型、量を調節しやすいプッシュ式に[54]
- 2021年1月 ヴィーガンレストラン「PEACE TABLE（ピーステーブル）」とコラボレーションし、「液体塩こうじ×大豆ミート」をテーマとした月替わりのランチメニューを提供[55]
- 2021年3月 国内最大級の製菓製パンECサイト「cotta（コッタ）」を展開するcottaとコラボレーションし、液体塩こうじを使用したオリジナルのベーグルキットを数量限定で発売[56]
- 2021年11月 穀物のリーディングカンパニーはくばくとのコラボレーションで液体塩こうじ×もち麦のレシピを公開[57]。
- 2022年7月、イオンアグリ創造とコラボレーションし「青いトマト・プロジェクト」を始動。液体塩こうじと青いトマトをセットした商品をイオン農場SHOPで発売。廃棄処分されてきた「青いトマト」を液体塩こうじと組み合わせたレシピを発表。食品ロス削減に取り組む[58]
- 2022年8月、アイリスオーヤマとコラボレーションし、液体塩こうじとヨーグルトメーカーで作る『塩こうじチーズ』のレシピ動画の配信と、プレゼントキャンペーンを実施。その際に、液体塩こうじがもつ酵素（プロテアーゼ）が、チーズ作りの際に牛乳を凝固させるレンネットと同様の働きを持つことを発表[59]
- 2023年1月、北斗晶を液体塩こうじアンバサダーに起用することを発表[60]
- 2023年7月10日の「納豆の日」に、タカノフーズとコラボレーションし「液体塩こうじ×すごい納豆S-903」のコラボレーションレシピ3品を公開[61]
- 2023年7月27日、台湾の著名シェフ、アンドレ・チャンと台湾ABCクッキングスタジオとのコラボレーションで、台湾にて液体塩こうじの料理教室を開催[62]

## メディア関連

### CMキャラクター
- 豊嶋花 （2012年10月- ）
- 阿由葉さらさ （2014年10月- ）
- 森永卓郎（2016年10月- ）
- 阿佐ヶ谷姉妹（2016年10月- ）
- 芳野友美（2017年10月-）
- 北斗晶（2023年4月-)

## 関連文献

### 書籍
- 浜内千波『液体塩こうじ使いこなしレシピ』双葉社〈双葉社スーパームック〉、2014年4月。ISBN 978-4575454352。

### 特許出願
- 特許公開2014-050352「液体調味料」、出願人：ハナマルキ株式会社、発明者：川本生大、出願日：2012年9月7日、出願番号：2012-197223。
- 特許公開2014-077921「多層ラベル」、出願人：凸版印刷株式会社、発明者：下野貴裕、出願日：2012年10月11日、出願番号：2012-226116。